# Churchill Cup 2006
La Churchill Cup 2006, ufficialmente Barclays Churchill Cup 2006 per ragioni di sponsorizzazione, fu la 4ª edizione della Churchill Cup, torneo internazionale di rugby a 15 organizzato annualmente dall'International Rugby Board.
L'edizione si tenne in Canada e negli Stati Uniti durante il mese di giugno, subendo alcune modifiche: vi fu il ritorno dei Māori neozelandesi che, insieme all'aggiunta di altre due selezioni nazionali, l'Irlanda A e la Scozia A, portarono il numero di partecipanti a 6 squadre; pertanto, cambiò anche la formula del torneo, che previde due gironi eliminatori da tre squadre ciascuno, seguiti da tre incontri di finale: quella per il 5º posto (Bowl) fra le ultime classificate nei rispettivi gironi; quella per il 3º posto (Plate) fra le seconde classificate e quella per il 1º posto (Cup) fra le prime classificate. Il formato a 6 squadre venne mantenuto inalterato per tutte le successive edizioni della coppa.
Il girone A ebbe sede in Canada nelle città di  Toronto e Nepean, mentre il girone B nella californiana Santa Clara; le finali furono disputate allo stadio del Commonwealth nella canadese Edmonton.
Ad aggiudicarsi la coppa furono per la seconda volta furono i NZ Māori che sconfissero in finale la Scozia A.

## Squadre partecipanti
| Girone A                             | Girone B                             |
| ------------------------------------ | ------------------------------------ |
| - Canada - England Saxons - Scozia A | - Irlanda A - NZ Māori - Stati Uniti |

## Fase a gironi

### Girone A
| Data      | Incontro                  | Risultato | Sede    |
| --------- | ------------------------- | --------- | ------- |
| 3-6-2006  | England Saxons — Scozia A | 7–13      | Toronto |
| 7-6-2006  | Canada — Scozia A         | 10–15     | Nepean  |
| 10-6-2006 | Canada — England Saxons   | 11–41     | Toronto |

#### Classifica
|    | Squadra        | G | V | N | P | PF | PS | diff. | BM | BS | PT |
| -- | -------------- | - | - | - | - | -- | -- | ----- | -- | -- | -- |
| A1 | Scozia A       | 2 | 2 | 0 | 0 | 28 | 17 | +11   | 0  | 0  | 8  |
| A2 | England Saxons | 2 | 1 | 0 | 1 | 48 | 24 | +24   | 1  | 1  | 6  |
| A3 | Canada         | 2 | 0 | 0 | 2 | 21 | 56 | −35   | 0  | 1  | 1  |

### Girone B
| Data      | Incontro                | Risultato | Sede        |
| --------- | ----------------------- | --------- | ----------- |
| 3-6-2008  | Stati Uniti — Irlanda A | 13–28     | Santa Clara |
| 7-6-2008  | Stati Uniti — NZ Māori  | 6–74      | Santa Clara |
| 10-6-2008 | NZ Māori — Irlanda A    | 27–6      | Santa Clara |

#### Classifica
|    | Squadra     | G | V | N | P | PF  | PS  | diff. | BM | BS | PT |
| -- | ----------- | - | - | - | - | --- | --- | ----- | -- | -- | -- |
| B1 | NZ Māori    | 2 | 2 | 0 | 0 | 101 | 12  | +89   | 2  | 0  | 10 |
| B2 | Irlanda A   | 2 | 1 | 0 | 1 | 34  | 40  | −6    | 1  | 0  | 5  |
| B3 | Stati Uniti | 2 | 0 | 0 | 2 | 19  | 102 | −83   | 0  | 0  | 0  |

## Finali

### FinaleBowl
| Arbitro: | Andrew Small |

|                                                  |      |                            |
| Mensah-Coker 25’, 42’ Williams 52’ Pritchard 74’ | mt   | 48’ Clever 80+3’ Tuilevuka |
| Pritchard 25’, 52’                               | tr   | 80+3’ Tuilevuka            |
| Pritchard 6’, 20’, 66’                           | c.p. | 16’, 28’ Kelly             |

### FinalePlate
| Arbitro: | Peter Allan |

|                                      |      |                                 |
| Heaslip McCormack Fogarty McCullough | mt   | Erinle Horstmann Johnston Vesty |
| Wallace (2)                          | tr   | Walder (2)                      |
| Wallace (2)                          | c.p. | Walder                          |

### FinaleCup
| Arbitro: | Nigel Owens |

|                                                  |      |                  |
| Waldrom (2) McDonnell Messam Kahui Ormsby Tahana | mt   | Dickinson Walker |
| Berquist (7)                                     | tr   | MacRae (2)       |
| Berquist                                         | c.p. | MacRae           |